# Битва при Тыргу-Фрумос
 Битва под Сыркой или Тыргу-Фрумос произошла 16 июля 1653 года во время Сучавской кампании. Войско господаря Молдавии Василе Лупу было разбито сторонниками претендента Георгия Стефана.

## История
Після сього Стефан посунув до Бакова своє головне військо і діставши нову підмогу від Ракоція під проводом Яноша Бороша, пішов на Лупула, що зайняв позицію на захід від Яс над р. Сиркою, коло міста Тирґул-Фрумос. Коли Стефанове військо наблизилось, Лупул вислав свою кінноту на герць, але Борош не бавлячися в герці рішучо вдарив на позиції Лупула, і під сим наступом Лупулове військо раптом кинулось тікати «як отара овець». Маса Молдаван погинула в сій утечі. Козацьке ж військо з незначними утратами відступило на Браницю до Дністра, Лупул побіг на Рашків і пробувши тут кілька день поїхав до Ладижина, виславши перед собою вістерника Йордакі до гетьмана Хмеля з повідомленнєм про своє нещастє і проханнєм помочи, а Стефан, опанувавши Яси, пішов з військом під Сучаву, де сиділа Лупулова родина з його скарбами
11 июля 1653 года армия Георгия Стефана, усилившись 1000 семигородской конницы под предводительством Яноша Бороша, перешла реку Сирет и двинулась в северо-восточном направлении. Господарь Молдавии Лупу, чьи войска Стефан перед тем разбил в бою под Фараонь 24 июня 1653 года, снова сконцентрировал свое силы, после чего во главе 4 000 войска (200 казаков во главе с уманским полковником Глухом, 400 сейменов и гвардейцев-драбантов и более 3 000 молдавского ополчения, в том числе греки с Яс) двинулся навстречу врагу. Битва произошла 16 июля 1653 года на окраине села Сырка, 14 км к востоку от города Тыргу-Фрумос.
Войско Василия Лупу заняло сильную оборонительную позицию над рекой Ойи. Янош Борош решил обойти Лупу и повел свою конницу выше по течению к переправе. Лупу двинулся за ним, и сам круг переправы дошел до боя. Попытка Лупу защитить переправу своими конными воинами не удалась
Трансильванцы Яноша Бороша решительной атакой прогнали с поля боя конницу Лупу (первым побежал брат Лупу, сердар (гетман) Георгий Кочи), после чего его пехота также была вынуждена отступить. Источники подают противоречивые данные об участии казаков и другой пехоты в бою. Конница Лупу бежала на Баглуй, а пехота отступила в направлении Баглуец и дальше к Днестру. Войска Стефана преследовали противника, особенно жестоко расправляясь с казаками, но слова Павла Алеппского о 5000 убитых казаков является преувеличением. Сам господарь Василе Лупу после этого поражения уехал из Молдавии в Смелу.